# Lacq
Lacq (occitanska: Lac) är en kommun i departementet Pyrénées-Atlantiques i regionen Nouvelle-Aquitaine i sydvästra Frankrike. Kommunen är chef-lieu över 2 kantoner som tillhör arrondissementet Pau. År 2022 hade Lacq 1 034 invånare. År 2024 fusionerade Lacq med Urdès. År 2020 hade Lacq 729 invånare och en yta på 17,02 kvadratkilometer och Urdès 308 invånare och en yta på 5,89 kvadratkilometer. Orsaken till fusionen var för att stärka kommunens företagande och möjighet till utbildning.

## Befolkningsutveckling
Antalet invånare i kommunen Lacq
| Referens: INSEE |